# Зееберг, Фридрих Георгиевич
Фридрих Георгиевич Зееберг (Зеберг, нем. Friedrich Seeberg; 1871—1902) — русский арктический исследователь, астроном и магнитолог.
Участник экспедиции по Северному Ледовитому океану на шхуне «Заря» в 1900—1902 годах вместе с русским учёным Эдуардом Толлем и лейтенантом флота Российского Александром Колчаком, в ходе которой погиб.

## Биография
Фридрих Зееберг родился в Санкт-Петербурге 27 сентября 1871 года Архивная копия от 28 апреля 2020 на Wayback Machine в семье пастора.
Отец: Георг Теодор Зееберг (сын Фридриха Зееберга), пастор лютеранской церкви в Добеле в 1882—1906 годах; мать: Каролина, урожденная Элверфельдт. Холост.
В 1881—1882 годах учился в Анненшуле (училище Святой Анны) в Санкт-Петербурге, в 1882—1886 годах — в частной школе Бергмана-Шульце в Добеле, в 1886—1889  годах — в гимназии в Митаве. С 1889 по 1891 год работал домашним учителем в Лестене (Курляндия). Путешествовал в Италию. В 1891—1892 годах был добровольцем-сапёром в Вильнюсе. С 1892 по 1897 год преподавал математику и астрономию в Юрьеве (Тарту), окончил курс математических наук. Работал домашним учителем у Вологодского губернатора Дунина-Борковского. В 1897—1899 годах — старший преподаватель математики и физики в реформатской (церковной) школе в Санкт-Петербурге.
Когда Зеебергу было 16 лет, он из газет узнал имя путешественника барона Э. В. Толля. А в 29 лет он, уже дипломированный физик и астроном, обратился к Толлю, чтобы тот взял его в экспедицию к Новосибирским островам. Так началась его совместная работа с Толлем. В экспедицию был принят в качестве астронома и магнитолога (согласно другим источникам — ещё и в качестве метеоролога и фотографа).

### Шхуна «Заря»
Когда «Заре» преградили путь непроходимые льды, экспедиция организовала зимовку, которая проходила в бухте на острове Котельный. Здесь затёртая льдами «Заря» превратилась в геофизическую и метеорологическую станцию. Весной 1902 года Колчак был командирован в Петербург, чтобы доставить в столицу уже собранные исследователями материалы, а Толль вскоре решил двигаться дальше на север — пешком по льдам. Вечером 12 июня 1902 года Эдуард Толль, Фридрих Зееберг и еще два участника экспедиции покинули остров Котельный и исчезли навсегда.
На полярной станции острова Котельный имеется мемориальная доска:

Эдуард Васильевич Толль вступил впервые на Ново-Сибирские острова 2 мая 1886 г., погиб во время работ Русской полярной экспедиции в 1902 г. вместе со своими доблестными спутниками Ф. Г. Зеебергом, Н. Дьяконовым и В. Гороховым.
Академия наук СССР

Якутская АССР

Лето 1928 г.

## Память
- В Елгаве в память о Зееберге установлен кенотаф.
- В его честь на севере России названы:
  - залив в Таймырском заливе (назвал Э. В. Толль в 1901 году);
  - река, впадающая в залив Зеберга;
  - гора, названная топографом Н. Н. Колчиным в 1940 году;
  - плато и речка в центральной части острова Котельный архипелага Новосибирские острова;
  - ледник на острове Беннетта (назван в 1903 году).